# Thomas Berkhout
Thomas Berkhout (22 november 1984) is een Nederlands voormalig professioneel wielrenner. Hij reed voor Van Vliet-EBH Elshof en Rabobank Continental Team en liep in 2009 een halfjaar stage bij Vacansoleil Pro Cycling Team.

## Overwinningen
2005
- Eindklassement Ronde van Vlaams-Brabant

2006
- 2e etappe Ronde van Midden-Brabant

2007
- Eindklassement Olympia's Tour